# Les Trois-Bassins
Les Trois-Bassins é uma comuna francesa no departamento ultramarino de Reunião. Estende-se por uma área de 42.58 km², e possui 7.076 habitantes, segundo o censo de 2018, com uma densidade de 170 hab/km².